# Gurls wurld
a gURLs wURLd — 26-серийный молодёжный телесериал, в котором три девочки-подростка — Элли Хенсон из Австралии, Эмма Шуберт из Германии и Джэки Ли из Сингапура — знакомятся в Сингапуре, где они учатся. Их объединяет яркий стиль, живость и общий интерес к танцам, в которых каждая из них преуспевает. После окончания учебного года, они осознают, что двое из них должны вернуться домой — в Австралию и Германию. К их радости и удивлению, они понимают, что их мобильные телефоны и компьютеры могут «перенести» их друг к другу не покидая дома. С тех пор, их жизнь продолжает быть полной веселья, приключений (и немного романтики), а три девчонки свободно могут «перемещаться» между Австралией, Сингапуром и Германией.
«A gURLs wURLd» динамичная, привлекательная, современная комедия с частичкой драмы, направленная на соединение тинейджеров всего мира.

## В ролях
- Марни Кеннеди — Элли Хенсон
- София Карбжински — Эмма Шуберт
- Шарлотта Никдао — Джэки Ли